# Saül (Haendel)
Pour les articles homonymes, voir Saül (homonymie).

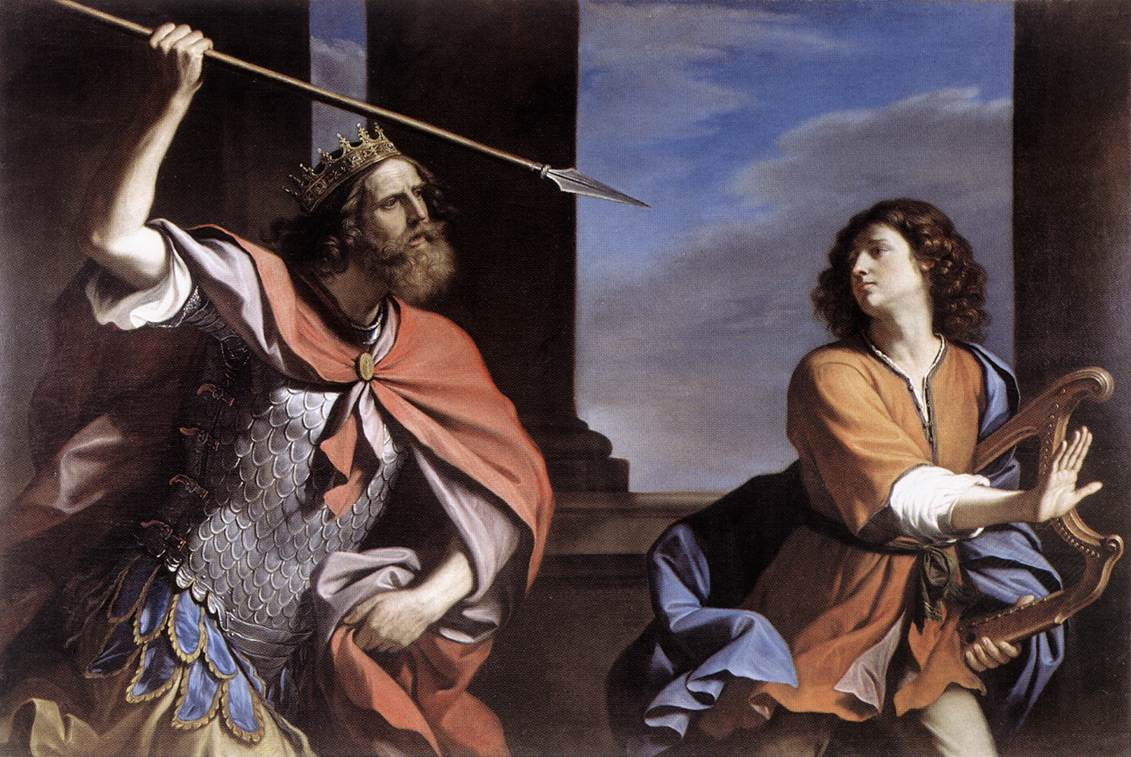
Peinture de Guercino montrant Saül qui tente de tuer David (thème de la fin du deuxième acte)

Saül (HWV 53) est un oratorio composé par Georg Friedrich Haendel sur un livret de Charles Jennens. Il a été créé le 16 janvier 1739 au King's Theatre de Londres.
Inspiré du Premier livre de Samuel, cet oratorio raconte la fin de la vie de Saül, premier roi d'Israël, et l'ascension de son successeur, le roi David. L'œuvre se focalise essentiellement sur le dilemme de Saül qui reconnait les qualités de David dont il est jaloux. Par rapport aux pièces de Haendel dans lesquelles l'enjeu est musical, la dimension théâtrale est essentielle dans Saül. Ce thème avait déjà fait l'objet d'œuvres antérieures, et par exemple, la pièce The Tragedy of King Saul par Roger Boyle en 1703.

## Personnages
- Saül, roi d'Israël (basse) ;
- Merab, fille ainée de Saül (soprano) ;
- Michal, fille cadette de Saül, (soprano) ;
- Jonathan, fils de Saül et ami de David, (ténor) ;
- David, successeur de Saül, (contralto) ;
- Samuel, prophète, (basse) ;
- Le Grand-Prêtre (ténor) ;
- La Sorcière d'Endor (ténor) ;
- Abner, général de l'armée d'Israël, (ténor) ;
- Un Amalécite (ténor) ;
- Doëg l'Edomite, (basse) ;
- Le chœur du peuple d'Israël (4 pupitres, altos, basses, sopranos, ténors).

## Argument
L'action se passe en Israël biblique autour de l'an 1010 avant notre ère.

### Acte I
Le début de l'œuvre (scène I) se situe dans un camp israélite de la Vallée d'Elah où l'on célèbre la victoire contre Goliath et les philistins. Le peuple clame la gloire de Dieu et du roi (How excellent Thy Name O Lord). Le récit du combat est introduit par les femmes qui vantent le courage de David (An Infant, raid's by Thy command) contre un monstre athée à l'orgueil incommensurable (Along the Monster Atheist strode). La scène se termine par une reprise du thème initial suivi d'un Alleluia.
Saül propose à David d'épouser sa fille ainée Mérab. Mais celle-ci méprise ce héros au moment où Jonathan lui offre son amitié et Michal en tombe amoureuse.
Les filles et le peuple célèbrent les mérites de David avec de plus en plus d'emphase ( Saul, who hast thy thousands slain [...] David his ten thousand slew ). Saül finit par éprouver de la jalousie envers David et demande à son fils Jonathan de le tuer.

### Acte II
Jonathan rappelle à son père les mérites de David. Saül se laisse convaincre et lui propose alors d'épouser Michal.
Saül envoie David au combat en espérant qu'il y périsse mais celui-ci revient vainqueur. Saül tente alors de tuer David d'un coup de lance.
Saül finit par accuser son propre fils Jonathan de traitrise et lance contre lui sa lance. Le peuple exprime alors sa réprobation (O fatal consequence of rage).

### Acte III
Dans les trois premières scènes, Saül part consulter la sorcière d'Endor. Elle le met en contact avec le prophète Samuel. Celui-ci lui prédit sa prochaine défaite contre les philistins, sa mort prochaine et celle de son fils.
Effectivement, à la scène 4, un amalécite informe David de la mort de Saül et de Jonathan lors d'une défaite de l'armée israélienne au mont Guilboa. Cette scène se termine par une marche funèbre (dead march) devenue célèbre.
Dans la scène suivante, le peuple exprime sa tristesse par un chant de douleur (Mourn Israel) devant ces amoncellements de cadavres de jeunes guerriers.
Enfin il célèbre David son nouveau roi par un chant final à l'allure martiale et triomphante (Gird on Thy Sword).

## Enregistrements et représentations
- Catherine Rückwardt, à la tête de l'orchestre du théâtre d'État de Mayence, en 2001 (nombreux extraits visibles sur YouTube).
- René Jacobs, avec les chœur et orchestre RIAS Kammerchor et Concerto Köln, en 2004[8]
- Mark Shapiro[9], a mis en place un atelier sur Saül aux Choralies de Vaison-la-Romaine en 2010.
- Festival de Glyndebourne (2015, 2018) mise en scène de Barrie Kosky, direction Laurence Cummings, production reprise avec Les Talents Lyriques au Théâtre du Châtelet à Paris en 2020